# Staehelina baetica
Staehelina baetica es una planta de la familia de las Compuestas.

## Descripción
Planta perenne sufruticosa de hasta 40 cm. Tallos tomentosos. Hojas ovado-oblongas a lanceoladas, dentadas a sinuado-pinnatífidas, con el haz verde y el envés blanquecino. Inflorescencia en capítulos solitarios. Involucro cilíndrico. Brácteas involucrales imbricadas, las exteriores ovadas y las interiores lanceoladas. Flores rosadas. Fruto en aquenio con vilano. Florece en a finales de primavera y en verano.

## Distribución y hábitat
Endemismo bermejense presente en Sierra Bermeja, Sierra Real, Sierra Palmitera, sierra Parda de Tolox, Cerro del Duque, Sierra Alpujata, Sierra Negra de Coin, Sierra de Mijas y Sierra de Aguas. En la provincia de Málaga, en España.
Habita en matorrales de degradadción, sobre peridotitas entre 300 y 1500 m.